# 子服昭伯
子服昭伯（？—？），姬姓，子服氏，名回，谥号昭，中国春秋时期鲁国的大夫。
前526年，子服昭伯随鲁昭公到晋国访问，说晋国公室弱小，六卿势强已经习以为常。季孙意如不以为然，以为昭伯年轻不懂事。十月，季孙意如参与安葬晋昭公，才感受到昭伯的正确，觉得子服氏后继有人了。前519年，鲁国攻打邾国，晋国执政韩起就把出使晋国的叔孙婼和子服回扣留了。韩起想让和邾国大夫辩论。叔孙婼说，列国的卿相当于小国的国君，自己不能去和邾国大夫辩论。要去也是子服回去。韩起想把叔孙婼和子服回交给邾国，被士弥牟劝阻。第二年，晋国释放叔孙婼和子服回。